# Ingo Dahm

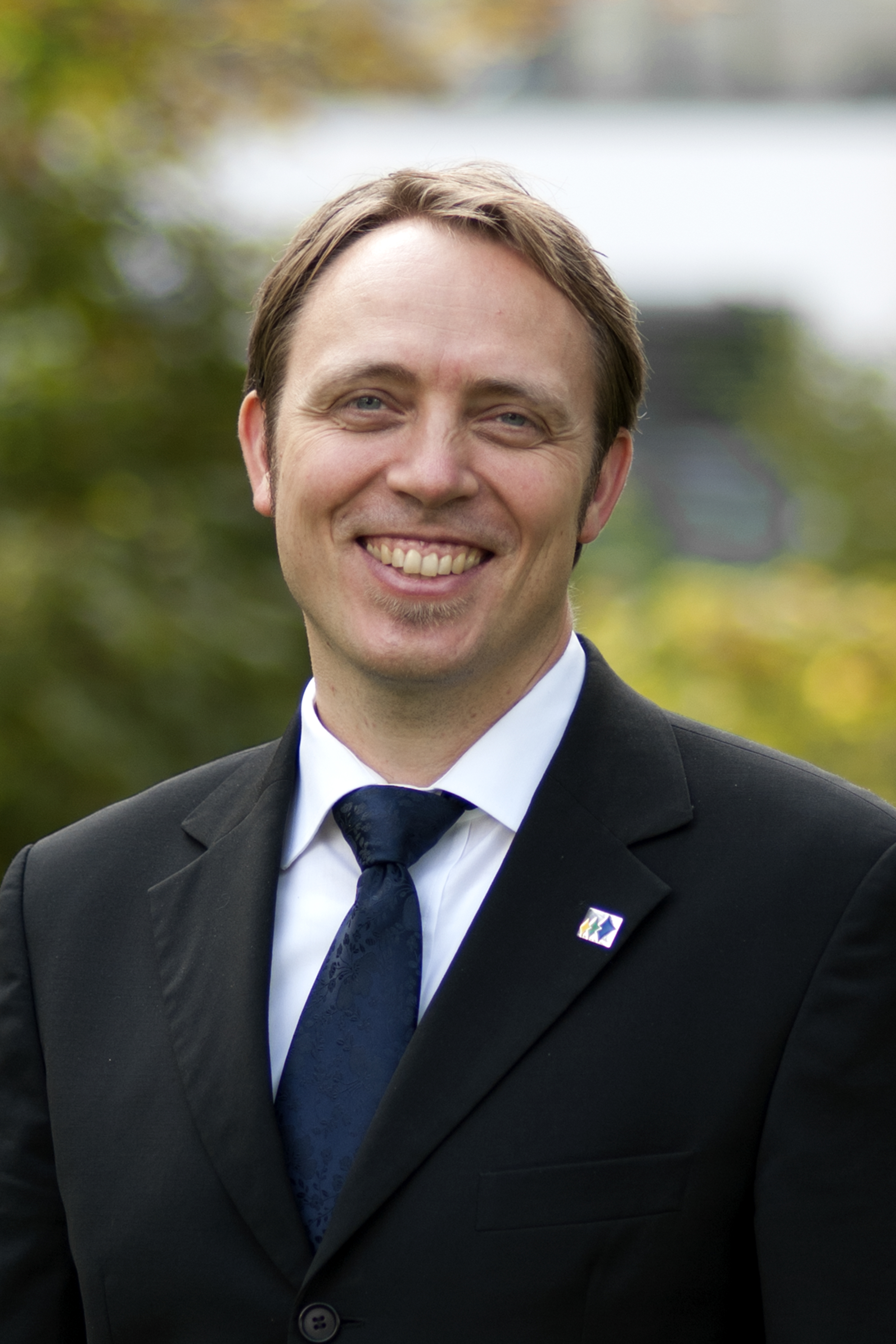
Ingo Dahm (2014)

Ingo Dahm (* 18. November 1974 in Berlin) ist ein deutscher Ingenieur und Unternehmer. Zwischen September 2014 und August 2015 war er Rektor der Internationalen Hochschule Bad Honnef Bonn (IUBH).

## Leben
Dahm studierte nach seinem Abitur in Hagen von 1995 bis 2000 Elektrotechnik an der TU Dortmund. Er ist Erfinder eines Grundlagenpatents für mobile Ticketing und war Gründer und Mitglied der Geschäftsführung der Teltix GmbH.
2005 wurde er in Dortmund mit seiner Arbeit Signalraumdetektion und ihre Anwendungen bei Uwe Schwiegelshohn zum Dr.-Ing. promoviert. Während dieser Tätigkeit beschäftigte er sich intensiv mit der Forschungsthematik Roboterfußball und leitete die Dortmunder Forschungsgruppe, die als „Microsoft Hellhounds“ bekannt wurde. Im Rahmen der Deutschen Nationalmannschaft „German Team“ wurde er zweimal Weltmeister im Roboterfußball in der Legged League (2004 in Lissabon, 2005 in Osaka).
Bis 2010 war er als ADE Lead bei der Microsoft Deutschland verantwortlich für Wissenschaft, Forschung, Bildung und den Startup Sektor und war in Beiratspositionen an der TU München, LMU München, Uni Augsburg sowie der FH Dortmund tätig. In seiner Rolle machte er sich stark für Forschung und Lehre am Standort Deutschland, publizierte über gute Praxis in der digitalen Lehre und richtete insbesondere die Microsoft Academic Days aus, eine Veranstaltung um Lehrende beim Austausch über moderne Praktiken zu unterstützen. Er verantwortete auch den Imagine Cup einen Wettbewerb, bei dem Studierende aus aller Welt IT-Lösungen einreichen, die zur Erreichung der Ziele für nachhaltige Entwicklung der Vereinten Nationen beitragen.
Danach wechselte er zur Deutsche Telekom nach Bonn, wo er in ähnlicher Verantwortung international aktiv wurde und das Unternehmen im Stiftungskuratorium der Goethe-Universität Frankfurt vertrat. Außerdem wurde er als Gutachter für den Akkreditierungsrat und die FIBAA tätig.
Im Jahr 2014 erhielt er einen Ruf als Professor für Technologie- und Innovationsmanagement an die International University (IUBH). Seine Hauptarbeitsgebiete sind Innovationsstrategie, Ideenbewertung und Produktentwicklung, wobei er einen besonderen Fokus auf datengestützte Verfahren legt. 
Inzwischen arbeitet Dahm als Innovationsberater und Frühphasenförderer. Er unterstützt ambitionierte Startups aus den Bereichen Bildung, Fitness, Ernährung und Healthcare über die BAND akkreditierte capacura GmbH. Er ist in Beiräten deutscher und internationaler Digitalunternehmen tätig und in mehreren Agenturen als Keynote-Speaker gelistet.

## Ämter und Funktionen
An der International University Bad Honnef war Dahm von 2014 bis 2015 als Rektor und Dean der IUBH Campus Studies tätig.
Die FIBAA berief ihn 2012 in die Zertifizierungskommission FK-Zert.

## Ehrungen
- 2003 Erster Platz beim Deutschen Microsoft Imagine Cup (Teamwettbewerb).[5]
- 2004 und 2005 Weltmeister im Robocup (Teamwettbewerb).[6]
- 2007 WAP Award.
- 2016 Sieger des LinkedIn Skill Squad.
- 2019 und 2020 vom BAND nominiert zum Business Angel des Jahres
- 2024 Nominierung vom Bundesverband Deutsche Startups zum "Investor des Jahres"

## Publikationen
- Signalraumdetektion und ihre Anwendungen. Untersuchung und Erweiterung eines effizienten Verfahrens zur Klassifizierung von Objekten , VDM Verlag Dr. Müller, 2008, ISBN 978-3-639-00210-2.
- mit Ingo Laue, Jürgen Wirtgen, Said Zahedani (Hrsg.): Microsoft Academic Days. Lehre und Lernen, Südwestdeutscher Verlag für Hochschulschriften, 2009, ISBN 978-3-8381-0676-2.
- Praxiswissen Digitalisierung. 25 Tipps, Tricks und Business-Hacks, Books on Demand, Norderstedt 2018, ISBN 978-3-7460-5033-1.
- mit Stefan Köster, Marc Rausch: Digitale Evolution. Wie man im digitalen Dschungel überlebt und Veränderung meistert, Books on Demand, Norderstedt 2018, ISBN 978-3-7481-8100-2.